# Wągrowiec

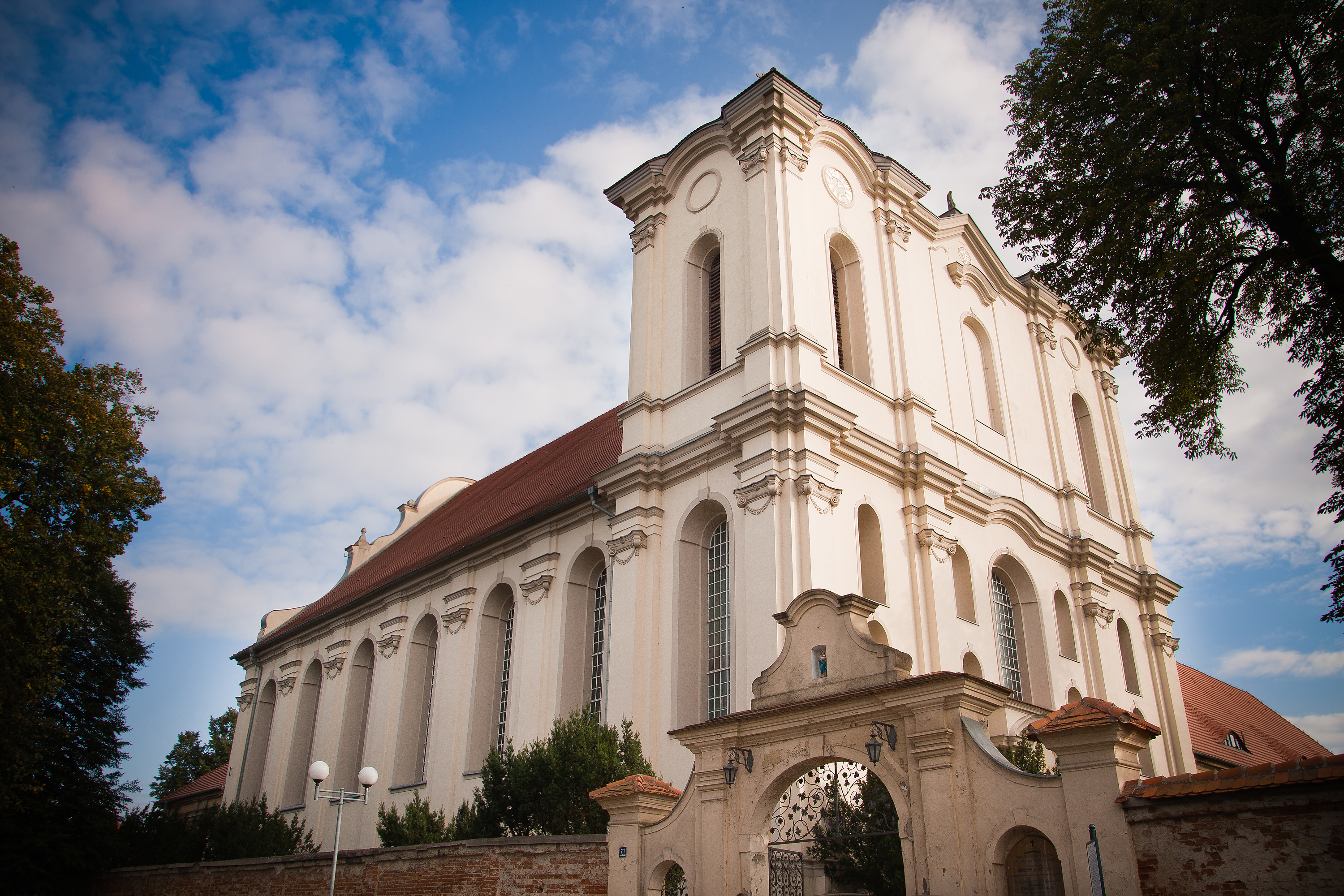
Marie Himmelsfärdskyrkan tillhör stadens tidigare cistercienskloster.

Wągrowiec [vɔŋˈgrɔvʲɛʦ] är en stad i Storpolens vojvodskap i centrala Polen, belägen omkring 50 kilometer nordost om Poznań. På tyska kallas staden även Wangrowiec eller Wongrowiec, historiskt förekommer dessutom formerna Wongrowitz (officiellt 1875–1920, 1939–42), Eichenbrück (1942–45) samt Wanggrawitz. Staden hade 25 675 invånare i juni 2019 och utgör administrativt en oberoende stadskommun. Den är även säte för det administrativa distriktet Powiat wągrowiecki, samt för den omgivande landskommunen Gmina Wągrowiec, vars territorium inte omfattar själva staden.